# Povijest drevnog Izraela i Judeje
Povijest drevnog Izraela i Judeje poznata je iz nekoliko klasičnih izvora kao što su: judaistički Tanakh ili hebrejska Biblija (Stari zavjet), Talmud, etiopski Kebra Nagast, spisi Nikolaja Damskog, Artapana, Fila iz Aleksandrije i Josephusa, a uz koje idu od strane arheologa otkriveni egipatski, moabitski, asirski, babilonski, izraelitski i judejski natpisi.
Povijest regije u kojoj će kasnije nastati države Judeja i Izrael postavlja posebne probleme suvremenim povjesničarima. S obzirom na to, da je ta regija povezana s pričama zapisanim u Bibliji, postoji sklonost, da se cijela povijest južnoga Levanta prati gotovo isključivo iz biblijske perspektive nauštrb post-biblijskoga razdoblja. Arheološki nalazi iz toga područja također se često gledaju gotovo isključivo kroz biblijsku prizmu, što ponekad otežava razumijevanje ovoga važnoga područja u modernom arheološkom kontekstu drevnog Bliskog istoka kao zaokružene cjeline.
Precizni datumi određenih događaja, kao i preciznost s kojom se mogu odrediti, predmet su rasprava. Ne postoji biblijski događaj čija se godina može potvrditi eksternim izvorima prije 9. stoljeća pr. Kr. (uspon Omrija, kralja Izraela, 1 Kr 16,15-22). Nadalje, sama Biblija ne daje lak materijal za izračunavanje: uglavnom se ne spominje nijedno razdoblje duže od nečijega životnoga vijeka, pa se kronologija mora posredno ustanoviti iz neizbježne pogreške, koje donosi zaokruživanje.

## Civilizacije Izraela
Knjiga postanka početak Izraela pripisuje trojici patrijarha židovskog, kao i susjednih arapskog, edomitskog, moabitskog i amonitskog naroda, Abrahamu, Izaku i Jakovu, od kojih je posljednji bio poznat i pod imenom Izrael po kome je poslije dobila ime i zemlja. 
Jakov, poznat i kao "lutajući Aramejac" (Ponovljeni zakon 26,5), unuk Abrahamov, putovao je u Haran, dom svojih predaka, kako bi se oženio. Dok se vraćao iz Harana u Kanaan, prešao je Jabok, pritoku na arapskoj strani rijeke Jordan (Knjiga postanka 32,22-33). Pošto je od sebe poslao obitelj i sluge, te se noći hrvao s neobičnom osobom na mjestu zvanom Peniel te ga pitao za ime. Kao rezultat nazvan je "Izrael", jer se "hrvao s Bogom." Jakov je postao otac dvanaest sinova s Leom i Rahelom (kćerima Labana), i njenim sluškinjama Bilhom i Zilpom. Njih dvanaest smatrali su se "djecom Izraelovom." Te priče o porijeklu Izraelaca, smještaju ih prvo na istočnu obalu Jordana. Priče o Izraelu kasnije se premještaju na zapadnu obalu započevši s pričom o pustošenju Šekema (Knjiga postanka 34,1-33), nakon čega se brdovito područje Kanaana počelo smatrati povijesnom jezgrom područja Izraela.
Izrael je postao važna lokalna sila u 9. i 8. stoljeću prije Krista, prije nego što su ga osvojili Asirci. Južno kraljevstvo Judeja, postalo je bogato unutar većih carstava u regiji, prije nego što je pobuna protiv Babilona dovela do uništenja početkom 6. stoljeća.
Judejski prognanici vratili su se iz Babilona u sljedećem perzijskom razdoblju, započevši judejsku prisutnost u provinciji Yehud, kako se Judeja tada zvala pod Perzijancima. Yehud je bio apsorbiran u kasnija grčka kraljevstva koja su uslijedila nakon osvajanja Aleksandra Velikog. U 2. stoljeću prije Krista, Židovi su krenuli protiv grčke vlasti i uspostavili Hasmonejsko kraljevstvo, koje je ubrzo otišlo pod vlast Rimskog Carstva.
William F. Albright, Nelson Glueck i E. A. Speiser su priče iz Knjige postanka smjestili na kraj srednjeg brončanog doba I. i početak srednjeg brončanog doba II. na temelju tri točke: osobnih imena, načina života i običaja. Ostali znanstvenici su, međutim, sugerirali kasnije datume za Doba patrijarha, jer je sve to dugo vremena bila karakteristika života na drevnom Bliskom istoku. 
Cyrus Gordon navodi svoj argument o usponu nomadskog pastoralizma i montoeizma na kraju doba Amane i sugerira kako bi se prije trebao smjestiti u kasno brončano doba. John Van Seters, na temelju širokog korištenja deva od strane filistejskih kraljeva u Geraru, novčanom gospodarstvu i kupovini zemljišta, sugerira kako ta priča pripada željeznom dobu. Ostali znanstvenici (posebno Martin Noth i njegovi studenti) smatraju, da je teško utvrditi vremenski okvir za Doba patrijarha. Oni sugeriraju da važnost biblijskih tekstova sama po sebi ne povlači njihovu povijesnu utemeljenost, nego da su oni važniji za opis izraelskoga društva u željeznom dobu.
U posljednje su vrijeme studije analize aktivacije neutrona na brdskim naseljima Jan Gunneweg, a koje je izvelo Hebrejsko sveučilište iz Jeruzalema, pokazale da su ta naselja povezana sa željeznim dobom I. i II., ali i dokaze o dolasku naseljenika u to područje sa sjeveroistoka u skladu s ranijim pričama.